# Diocesi di Barra do Garças
La diocesi di Barra do Garças (in latino Dioecesis Barragartiensis) è una sede della Chiesa cattolica in Brasile suffraganea dell'arcidiocesi di Cuiabá. Nel 2022 contava 102.000 battezzati su 165.000 abitanti. È retta dal vescovo Paulo Renato Fernandes Gonçalves de Campos.

## Territorio
La diocesi comprende tredici comuni dello stato brasiliano del Mato Grosso: Barra do Garças, Água Boa, Araguaiana, Araguainha, Canarana, Cocalinho, General Carneiro, Nova Nazaré, Nova Xavantina, Pontal do Araguaia, Ponte Branca, Ribeirãozinho e Torixoréu.
Sede vescovile è la città di Barra do Garças, dove si trova la cattedrale di Nostra Signora della Guida.
Il territorio è suddiviso in 30 parrocchie.

## Storia
La diocesi è stata eretta il 27 febbraio 1982 con la bolla Cum in pastorali munere di papa Giovanni Paolo II, ricavandone il territorio dalla diocesi di Guiratinga.
Il 23 dicembre 1997 ha ceduto una porzione del suo territorio a vantaggio dell'erezione della prelatura territoriale di Paranatinga (oggi diocesi di Primavera do Leste-Paranatinga).
Il 25 giugno 2014 ha acquisito una porzione di territorio della soppressa diocesi di Guiratinga.

## Cronotassi dei vescovi
Si omettono i periodi di sede vacante non superiori ai 2 anni o non storicamente accertati.
- Antônio Sarto, S.D.B. † (25 marzo 1982 - 23 maggio 2001 ritirato)
- Protógenes José Luft, S.d.C. (23 maggio 2001 succeduto - 18 ottobre 2023 dimesso)
- Paulo Renato Fernandes Gonçalves de Campos, dal 18 ottobre 2023

## Statistiche
La diocesi nel 2022 su una popolazione di 165.000 persone contava 102.000 battezzati, corrispondenti al 61,8% del totale.
| anno | popolazione | popolazione | popolazione | presbiteri | presbiteri | presbiteri | presbiteri                | diaconi | religiosi | religiosi | parrocchie |
| anno | battezzati  | totale      | %           | numero     | secolari   | regolari   | battezzati per presbitero | diaconi | uomini    | donne     | parrocchie |
| ---- | ----------- | ----------- | ----------- | ---------- | ---------- | ---------- | ------------------------- | ------- | --------- | --------- | ---------- |
| 1990 | 116.000     | 127.000     | 91,3        | 19         | 2          | 17         | 6.105                     | 2       | 22        | 62        | 13         |
| 1999 | 143.900     | 177.000     | 81,3        | 22         | 4          | 18         | 6.540                     | 1       | 23        | 70        | 13         |
| 2000 | 150.700     | 185.220     | 81,4        | 19         | 4          | 15         | 7.931                     | 1       | 21        | 64        | 13         |
| 2002 | 95.958      | 144.243     | 66,5        | 16         | 2          | 14         | 5.997                     | 9       | 27        | 73        | 14         |
| 2003 | 85.094      | 121.563     | 70,0        | 18         | 3          | 15         | 4.727                     |         | 25        | 63        | 14         |
| 2004 | 98.222      | 122.778     | 80,0        | 17         | 3          | 14         | 5.777                     |         | 19        | 56        | 14         |
| 2006 | 145.549     | 186.349     | 78,1        | 19         | 4          | 15         | 7.660                     |         | 17        | 66        | 14         |
| 2012 | 159.500     | 204.000     | 78,2        | 18         | 4          | 14         | 8.861                     |         | 18        | 52        | 14         |
| 2014 | 124.000     | 155.000     | 80,0        | 30         | 23         | 7          | 4.133                     |         | 7         | 12        | 18         |
| 2015 | 91.138      | 146.857     | 62,1        | 24         | 6          | 18         | 3.797                     |         | 22        | 40        | 20         |
| 2018 | 95.127      | 154.520     | 61,6        | 23         | 3          | 20         | 4.135                     |         | 23        | 41        | 19         |
| 2020 | 100.700     | 163.000     | 61,8        | 18         | 6          | 12         | 5.594                     | 6       | 21        | 39        | 26         |
| 2022 | 102.000     | 165.000     | 61,8        | 27         | 7          | 20         | 3.777                     | 5       | 24        | 37        | 30         |